# Хилшајд (Вествалдкрајс)
Хилшајд (њем. Hillscheid) општина је у њемачкој савезној држави Рајна-Палатинат. Једно је од 192 општинска средишта округа Вестервалд. Према процјени из 2010. у општини је живјело 2.585 становника. Посједује регионалну шифру (AGS) 7143031.

## Географски и демографски подаци
Хилшајд се налази у савезној држави Рајна-Палатинат у округу Вестервалд. Општина се налази на надморској висини од 300 метара. Површина општине износи 14,1 km². У самом мјесту је, према процјени из 2010. године, живјело 2.585 становника. Просјечна густина становништва износи 184 становника/km².